# Ferrières-lès-Scey
Ferrières-lès-Scey é uma comuna francesa na região administrativa de Borgonha-Franco-Condado, no departamento de Alto Sona. Estende-se por uma área de 6,20 km². Em 2010 a comuna tinha 129 habitantes (densidade: 20,8 hab./km²).